# Пейн (озеро)
Пейн (фр. Lac Payne) — озеро в провинции Квебек в Канаде. Расположено в слабо заселённой северо-западной части провинции на полуострове Унгава (полуостров Лабрадор). Одно из больших озёр Канады — площадь водной поверхности 508 км², общая площадь — 533 км², тринадцатое по величине озеро в провинции Квебек. Высота над уровнем моря 133 метра, колебания уровня озера до 1,4 метра. Ледостав с ноября по июль.
Питание от окружающих озёр и рек. Сток в реку Арно и далее в залив Унгава.